# 瑟斯顿岛

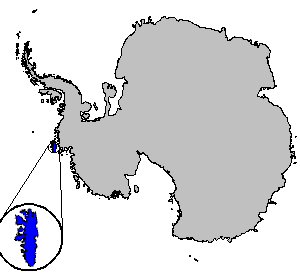

瑟斯顿岛（英語：Thurston Island）是南极洲的一个岛屿，与埃尔斯沃思地相邻。长约215km，宽约90km。总面积15,700km2，为南极洲第3大岛。该岛于1940年2月27日由Rear Admiral Byrd从空中发现。该岛曾被误认为是半岛，直到1960年，才证实为一个岛。